# Kraljevske oružane snage Maroka
Kraljevske oružane snage Maroka (ara. القوات المسلحة الملكية المغربية; fra. Forces armées royales) je službeni naziv za oružane snage Kraljevine Maroko koje služe zaštiti njenog suvereniteta i neovisnosti. Oružane snage se sastoje od kopnene vojske, zračnih snaga, ratne mornarice i kraljevske garde. Kopnena vojska raspolaže sa 175.000 vojnika dok u slučaju rata može osigurati dodatnih 150.000 rezervista uključujući 20.000 regularnih članova žandarmerije i 30.000 pomoćnih snaga.
Riječ je o velikoj i dobro treniranoj vojsci s velikim budžetom koja ima raznoliko ratno iskustvo, od antiterorističke borbe, preko pustinjskog ratovanja do kombiniranih kopneno-zračnih operacija. Kroz daljnje iskustvo, oružane snage su sudjelovale i u mirovnim misijama.
Marokanska vojska ima dugu ratnu povijest, počevši od 1. svjetskog rata kada je zemlja bila francuska kolonija pa do posljednjeg sukoba u Srednjoafričkoj Republici.
Prema riječima američkog veleposlanstva u Rabatu, vojska ima mnogo mana: "Vojska i dalje ima problema s korupcijom, neučinkovitom birokracijom, niskom razinom obrazovanja u svojim redovima, povremenim prijetnjama radikalizacijom od strane nekih svojih vojnika, političkom marginalizacijom i raspoređivanjem većine svojih snaga u Zapadnoj Sahari".
2012. godine vojni proračun je iznosio 3,37 milijardi USD odnosno 29,4 milijardi MAD.

## Povijest
Vojska je u Maroku postojala još u razdoblju dinastije Almoravida tijekom 11. stoljeća. Tijekomk francuskog kolonijalnog razdoblja (1912. – 1956.), Marokanci su služili svojem kolonijalnom gospodaru. Primjer tome bio je prvi svjetski rat dok je u drugome više od 300.000 marokanskih vojnika djelovalo u snagama Slobodne Francuske na području sjeverne Afrike, Francuske, Italije i Austrije. U ta dva svjetska sukoba, Nijemci su im nadjenuli nadimak "Lastavice smrti" zbog svoje žilavosti koju su pokazali na bojnom polju. Završetkom tog svjetskog sukoba, marokanske snage su raspoređene su francuski dalekoistočni izviđački korpus te su se ondje borili u prvom indokineskom ratu.
Osim u francuskim, Marokanci su služili i u španjolskim redovima kada je zemlja bila dijelom španjolskog Maroka. Djelovali su unutar španjolske vojne jedinice Regulares te su zajedno sa španjolskom Legijom činili elitnu postrojbu na sjeveru Afrike.
Kraljevske oružane snage Maroka osnovane su 14. studenog 1956. nakon što je raspušten francuski protektorat. Tada je transferirano 14.000 marokanskih vojnika iz francuske te 10.000 vojnika iz španjolske vojske u novoosnovane oružane snage. U zemlji je ostalo oko 2.000 francuskih časnika i dočasnika na temelju kratkoročnih ugovora koji su s njima sklopljeni. Marokansko vojno osoblje školovano je na francuskoj vojnoj akademiji Saint-Cyr i španjolskom Toledu dok je 1961. godine osnovana vlastita akademija Dar al Bayda.

## Ratovi
Prvi rat nakon marokanskog osamostaljenja i osnutka vlastite vojske bio je Ifni rat poznat i kao Zaboravljeni rat. U njemu je Maroko poražen od združenih španjolsko-francuskih snaga te je u kasnijim mirovnim pregovorima priznao španjolska prava na provinciju Ifni i španjolsku Saharu. Nakon njega, u listopadu 1963. je uslijedio kratkotrajni Pješčani rat protiv susjednog Alžira koji u konačnici nije doveo do nikakvih teritorijalnih promjena.
Maroko nije sudjelovao u šestodnevnom i jomkipurskom ratu ali je kao arapska zemlja pružao vojnu i inu podršku u borbama protiv Izraela. Tijekom prvog Shaba sukoba, Maroko je kao saveznik tadašnjeg Zaira uspio izvojevati pobjedu i protjerati Frontu nacionalnog oslobođenja Konga (FNLC) iz istoimene provincije.
Tijekom Zaljevskog rata protiv Iraka, marokanska vojska je ondje poslala 13.000 svojih vojnika koji su u savezničkim snagama obavljali zadatke sigurnosti.

### Mirovne misije
| Sudjelovanje u mirovnim misijama |                   |                          |                                                                   |
| Mirovna misija                   | Organizacija      | Država                   | Broj pripadnika KOSM                                              |
| UNAVEM I, UNAVEM II i UNAVEM III | Ujedinjeni Narodi | Angola                   |                                                                   |
| UNOSOM I i UNOSOM II             | Ujedinjeni Narodi | Somalija                 |                                                                   |
| UNTAC                            | Ujedinjeni Narodi | Kambodža                 |                                                                   |
| ONUCI                            | Ujedinjeni Narodi | Obala Bjelokosti         | jedna pješačka bojna                                              |
| MONUSCO                          | Ujedinjeni Narodi | DR Kongo                 | jedna pješačka bojna, šest promatrača i jedna medicinska jedinica |
| IFOR i SFOR                      | NATO              | Bosna i Hercegovina      |                                                                   |
| KFOR                             | NATO              | Kosovo                   | jedna satnija                                                     |
| EUFOR RCA                        | Europska unija    | Srednjoafrička Republika | jedan kontingent                                                  |

## Moto
Kraljevske marokanske oružane snage imaju moto koji glasi: "Bog, Domovina, Kralj" te je oslikan u svakoj vojnoj bazi i brodu ratne mornarice.
- Bog: kreator svačije sudbine, njegovo milosrđe može nas spasiti te je on naš izbor na pravom putu.
- Domovina: zemlja čiji integritet moramo štititi te je braniti od svih neprijatelja.
- Kralj: naš zapovjednik i vođa, on vodi naš razvoj te je zaštitnik prava naših ljudi.

## Grane

### Kraljevska marokanska kopnena vojska
Kraljevska marokanska kopnena vojska je grana Kraljevskih oružanih snaga Maroka te služe obavljanju zadaća na kopnu. Vojska raspolaže sa 175.000 vojnika dok u slučaju rata može osigurati dodatnih 150.000 rezervista uključujući 20.000 regularnih članova žandarmerije i 30.000 pomoćnih snaga.
Glavni tajnik UN-a Ban Ki-mun izrazio je zahvalnost Maroku na sudjelovanju u mirovnoj misiji s ciljem stabilizacije u Srednjoafričkoj Republici.

### Kraljevske marokanske zračne snage
Zračne snage predstavljaju ratno zrakoplovstvo Kraljevine Maroko te raspolaže kadrom od 13.000 ljudi te gotovo 400 letjelica. Tijekom 21. stoljeća započeo je program progresivne modernizacije zastarjele zračne flote te njezinih tehničkih i operativnih kapaciteta.
Krajem 2014. godine Maroko je poslao svoje lovce F-16 u savezničke borbene misije protiv ISIS-ovih snaga u Siriji i Iraku.

### Kraljevska marokanska ratna mornarica
Kraljevska marokanska ratna mornarica je grana Kraljevskih oružanih snaga Maroka koja je odgovorna za obavljanje pomorskih operacija. Mornarica je zadužena za zaštitu marokanskog teritorija i suvereniteta te kontrolu 81.000 četvornih nautičkih milja isključivog gospodarskog pojasa i strateškog položaja kod gibraltarskog tjesnaca.

### Kraljevska marokanska garda
Ova formacija kao primarnu funkciju ima osiguravanje sigurnosti i zaštite marokanskog kralja i kraljevske obitelji. Garda je osnovana još u 11. stoljeću odnosno 1088. godine te je bila poznata pod nazivom "Crna garda". Razlog tome bilo je podrijetlo vojnika koji su se tradicionalno regrutirali na jugu zemlje te su slovili za najjače i najhrabrije.

### Kraljevska marokanska žandarmerija
Kraljevska marokanska žandarmerija predstavlja snagu koja je osmišljena kako bi osiguravala javnu sigurnost i red te provedbu zakona. Prema zakonu, marokanska žandarmerija je dio nacionalnih oružanih snaga te se u svojoj strukturi te administrativnom i zapovjednom obliku smatraju vojskom.

### Pomoćne snage
Pomoćne snage predstavljaju paravojne snage koje su pravno gledajući dio Kraljevskih oružanih snaga Maroka ali su pod zapovjedništvom marokanskog Ministarstva unutarnjih poslova. Služe kao potpora vojsci, policiji i žandarmeriji u zadaćama podrške, održavanja javne sigurnosti te sudjelovanja u operativnim misijama teritorijalne obrane.

## Vidjeti također
- Kraljevska marokanska kopnena vojska
- Kraljevske marokanske zračne snage
- Kraljevska marokanska ratna mornarica
- Kraljevska marokanska garda